# Пихлаяниеми
Пихлаяниеми (фин. Pihlajaniemi, швед. Rönnudden) — один из районов города Турку, входящий в Центральный территориальный округ и частично в округ Скансси-Уиттамо. В состав района входит жилой массив класса люкс — Маяккаранта. Название переводится с финского как "рябиновый мыс"

## Географическое положение
Район расположен южнее центральной части города выходя в западной части к Архипелаговому морю и гранича: с севера с районом Корпполайсмяки, с востока — с Пуйстомяки и с юга — с районом Уиттамо.

## Население
В 2004 году население района составляло 1 139 человек, из которых дети моложе 15 лет — 9,13 %, а старше 65 лет — 11,94 %. Финским языком в качестве родного владели 90,52 %, шведским — 5,36 %, а другими языками — 4,13 % населения района.